# Meganola albula
Espèce
La Nole blanchâtre ou Nole blanche (Meganola albula) est une espèce de lépidoptères (papillons) de la famille des Nolidae.
On le trouve en Europe.
Il a une envergure de 18 à 24 mm. L'adulte vole de juin à août selon les régions sur une génération.
Sa larve se nourrit sur les ronces, les framboisiers, les fraisiers des bois et les airelles.